# Countrywide Classic 1994
Il Countrywide Classic 1994 è stato un torneo maschile professionistico di tennis giocato sul cemento. È stata la 68ª edizione del torneo, che faceva parte della categoria World Series nell'ambito dell'ATP Tour 1994. Si è svolto al Los Angeles Tennis Center dell'UCLA a Los Angeles, negli Stati Uniti, dall'1 all'8 agosto 1994.

## Campioni

### Singolare maschile
Boris Becker ha battuto in finale  Mark Woodforde con il punteggio di 6–2, 6–2

### Doppio maschile
John Fitzgerald /  Mark Woodforde hanno battuto in finale  Scott Davis /  Brian MacPhie con il punteggio di 4–6, 6–2, 6–0